# Performance Excellence
Vous pouvez aider à l'améliorer ou bien discuter des problèmes sur sa page de discussion.
- Il ne cite pas suffisamment ses sources. Vous pouvez indiquer les passages à sourcer avec {{référence nécessaire}} ou {{Référence souhaitée}}, et inclure les références utiles en les liant aux notes de bas de page. (Marqué depuis mai 2025)
- Son contenu est rédigé entièrement ou presque à partir d'une seule source. N'hésitez pas à modifier cet article pour améliorer sa vérifiabilité en apportant de nouvelles références dans des notes de bas de page. (Marqué depuis avril 2024)
- Son texte doit être wikifié : il ne correspond pas à la mise en forme Wikipédia (style, typographie, liens internes, liens entre les wikis, etc.). (Marqué depuis mai 2025)
- Il n’est pas rédigé dans un style encyclopédique. (Marqué depuis mai 2025)
- Il est orphelin : moins de trois articles lui sont liés. Aidez à ajouter des liens en plaçant le code [[Performance Excellence]] dans les articles relatifs au sujet. (Marqué depuis mai 2025)

- Archive Wikiwix
- Bing
- Cairn
- DuckDuckGo
- E. Universalis
- Gallica
- Google
- G. Books
- G. News
- G. Scholar
- Persée
- Qwant
- (zh) Baidu
- (ru) Yandex
- (wd) trouver des œuvres sur Wikidata

Performance Excellence ou Malcolm Baldrige National Quality Award Criteria for Performance Excellence est un système de Qualité et de gestion d’entreprise fondée sur 7 familles de critères. 

## Présentation
Il s’agit d’un système de management intégré afin d’optimiser les résultats et les investissements. Ce système créé par le National Institute of Standards and Technology (NIST, en français Institut National des Normes et de la Technologie), qui fait partie du Secrétariat d'État au commerce (ministère du commerce) des États-Unis avait pour but d’augmenter et d’améliorer les performances des entreprises américaines. Il est aussi adopté par les grandes entreprises et organisations non américaines, surtout celles qui travaillent en Amérique du nord.
À son origine, en 1988, Performance Excellence était destinée aux entreprises mais aujourd'hui ce système est utilisé par des organisations telles que les hôpitaux et les universités afin d'améliorer leurs performances globales. Dans ce texte, à chaque fois que le mot « entreprise » est mentionné, il englobe la notion de « entreprise et organisation ».
Ces critères sont : 
1. Leadership
2. Stratégie d’entreprise ou Planification Stratégique
3. Orientation Client et Marché
4. Mesure et Analyse des Performances de l’organisation
5. Orientation Ressources Humaines
6. Processus de Management
7. Résultats du Business

Chacun des 6 premiers chapitres ou critères a un certain nombre de points (entre 60 et 120) et le dernier entre 450 et 500 points. Les points accordés à chaque critère varient d’une année à l’autre. Cet ajustement des points (scores) est instauré afin de mieux orienter les efforts développés dans la gestion des performances des entreprises/organisations.

### Leadership
Le Leadership est constitué de 2 sous-chapitres principaux :
- Leadership de l’organisation qui décrit comment la direction générale de l’entreprise ou de l'organisation dirige et guide l’ensemble des activités. Ce sous-chapitre traite aussi de la revue des performances d’organisation dans le but d’optimiser les résultats de l’entreprise ou de l'organisation
- Responsabilité publique et la citoyenneté de l’entreprise ou de l'organisation

### Stratégie ou Planification Stratégique
La Stratégie ou Planification Stratégique décrit comment l’organisation développe ses objectifs stratégiques et ses plans d’action, sans oublier d’accorder une importance particulière à la pertinence des choix stratégiques. Deux sous-chapitres définissent les points suivants :
- Développement de la stratégie de l’organisation
- Déploiement et la mise en place de la stratégie décidée

### Orientation Client et Marché
L’Orientation Client et Marché décrit comment l’organisation définit les exigences et les attentes des clients et du marché. Ce critère mesure aussi la manière dont l’entreprise/l’organisation construit sa relation avec les clients et détermine les facteurs clés permettant de conquérir de nouveaux marchés. Deux sous-chapitres définissent les points suivants :
- Connaissance des clients et du marché
- Relation avec les clients - Satisfaction du Client

### Information et Analyse des données
L’Information et l’analyse des données constituent le 4e critère de ce système. Ce chapitre décrit le management de l’information et le système de mesure et d’évaluation des performances. L’analyse des données est considérée comme un des éléments clés de la prise de décision qui a un impact direct sur la stratégie adoptée par les dirigeants. Les 2 sous-chapitres de ce critère traitent des sujets suivants : 
- Mesure et analyse de la performance de l’organisation (approche et déploiement)
- Management de l’information (Approche et déploiement)

### Orientation Ressources Humaines
L’Orientation Ressources Humaines est le 5e critère. Ce chapitre définit comment l’organisation motive ses collaborateurs afin de développer et utiliser leur plein potentiel en alignement parfait avec les objectifs à atteindre et dans l’application de la stratégie adoptée. Ce critère examine les efforts déployés par l’organisation afin de créer un environnement optimal sur les plans personnel et professionnel pour l’ensemble des collaborateurs. Ce chapitre traite les sujets suivants :
- Système de travail
- Formation et développement personnel de chaque employé
- Bien-être et satisfaction des employés

### Management des Processus
Le Management des Processus est le 6e critère de Performance Excellence. Ce critère examine les aspects fondamentaux de la gestion des processus au sein de l’organisation en englobant les activités de recherche et développement, production, service et support ainsi que tous les processus en relation avec le marché et les clients. Ce chapitre traite les aspects suivants :
- Processus liés aux produits et aux services
- Processus liés au business
- Processus liés aux activités de support/soutien

Si certains des points abordés précédemment sont développés dans les différents systèmes de Management Intégré, la grande nouveauté de Performance Excellence était d’introduire la notion de résultats obtenus. L’évaluation des résultats du business est le 7e critère de ce système. Ce critère examine les performances de l’organisation et les améliorations réalisées dans les domaines de la satisfaction du client, ressources humaines, résultats financiers, part conquis sur les marchés exploités, les marchés potentiels ainsi que les performances opérationnelles de l’organisation. Ce critère examine aussi les performances des concurrents.